# Pany Varela
Anilton César Varela Silva connu sous le pseudonyme de Pany Varela, né le 25 février 1989 à Tarrafal (Santiago), est un joueur international portugais de futsal évoluant en tant qu'ailier.

## Biographie

### Enfance et formation
Anilton César Varela Silva, plus connu sous le nom de Pany Varela, naît au Cap-Vert le 25 février 1989, à Ponta Furna, Tarrafal de Santiago.

### En club
Le but marqué par Pany Varela lors du succès du Sporting sur l'Inter FS en demi-finale est élu le plus beau de la Ligue des champions 2020-2021 par les internautes. En finale contre le FC Barcelone, tenant du titre, le Sporting CP est mené 2-0 à la mi-temps avant de renverser le match notamment grâce à un but de Pany Varela (victoire 4-3),.

### En équipe nationale
Lors du Mondial 2021 en Lituanie, le Portugal devient champion du monde pour la première fois de son histoire contre l'Argentine (2-1),. Les champions d'Europe 2018 battent les champions du monde en titre argentins grâce à un doublé de Pany Varela,. Avec huit buts au total, Pany est l'un des joueurs de la Seleção le plus en évidence.

## Palmarès

### En équipe nationale
Lors du Mondial 2021 en Lituanie, le Portugal et Pany deviennent champions du monde pour la première fois,.
- Coupe du monde (1)
  - Champion : 2021
- Championnat d'Europe (1)
  - Champion : 2018

### En club
- Ligue des champions (3)
  - Vainqueur : 2010 (Benfica), 2019, 2021 (Sporting)

- Championnat du Portugal (8)
  - Champion : 2009, 2012 (Benfica), 2017, 2018, 2021, 2022, 2023, 2024 (Sporting)

- Coupe du Portugal (7)
  - Vainqueur : 2009, 2012 (Benfica), 2014 (Fundão), 2018, 2019, 2020, 2022 (Sporting)

- Supercoupe du Portugal (7)
  - Vainqueur : 2010, 2012 (Benfica), 2017, 2018, 2019, 2021, 2022 (Sporting)

- Coupe de la Ligue portugaise (4)
  - Vainqueur : 2017, 2021, 2022, 2024 (Sporting)

### Récompenses individuelles
À l'issue de la Coupe du monde 2021 remportée par le Portugal, Pany termine deuxième meilleur buteur derrière le brésilien Ferrão et élu deuxième meilleur joueur derrière son compatriote Ricardinho.
Début 2022, champion d'Europe avec son club et du monde avec son équipe nationale, Varela est élu deuxième meilleur joueur de l'année lors des Prix FutsalPlanet.
Varela remporte le titre de meilleur joueur du monde de Futsal Planet pour l'année 2022. Année durant laquelle, il fut champion d'Europe avec le Portugal et vice champion d'Europe avec le Sporting ainsi que l'ensemble des titres nationaux.

## Statistiques
| Saison                | Club                    | Championnat           | Championnat | Championnat | Coupe nationale | Coupe nationale | Coupe de la Ligue | Coupe de la Ligue | Supercoupe | Supercoupe | Compétition(s) continentale(s) | Compétition(s) continentale(s) | Compétition(s) continentale(s) | Portugal | Portugal | Total | Total |
| Saison                | Club                    | Division              | M.          | B.          | M.              | B.              | M.                | B.                | M.         | B.         | Comp.                          | M.                             | B.                             | M.       | B.       | M.    | B.    |
| 2008-2009             | SL Benfica              | D1                    | 6           | -           | 1               | -               | -                 | -                 | -          | -          | -                              | -                              | -                              | -        | -        | 7     | 0     |
| 2009-2010             | SL Benfica              | D1                    | 1           | -           | -               | -               | -                 | -                 | -          | -          | C1                             | 6                              | -                              | -        | -        | 7     | 0     |
| 2010-2011             | SL Benfica              | D1                    | 2           | 1           | 1               | -               | -                 | -                 | -          | -          | C1                             | 1                              | -                              | -        | -        | 4     | 1     |
| 2011-2012             | SL Benfica              | D1                    | 2           | -           | -               | -               | -                 | -                 | 1          | -          | -                              | -                              | -                              | -        | -        | 3     | 0     |
| Sous-total            | Sous-total              | Sous-total            | 11          | 1           | 2               | -               | -                 | -                 | 1          | -          | -                              | 7                              | -                              | -        | -        | 21    | 1     |
| 2011-2012             | CF Os Belenenses (prêt) | D1                    | -           | -           | -               | -               | -                 | -                 | -          | -          | -                              | -                              | -                              | -        | -        | 0     | 0     |
| 2012-2013             | SL Olivais (prêt)       | D1                    | 7           | 4           | 1               | -               | -                 | -                 | -          | -          | -                              | -                              | -                              | -        | -        | 8     | 4     |
| 2013-2014             | AD Fundão               | D1                    | 15          | 10          | 2               | 2               | -                 | -                 | -          | -          | -                              | -                              | -                              | -        | -        | 17    | 12    |
| 2014-2015             | AD Fundão               | D1                    | 16          | 8           | 5               | 1               | -                 | -                 | -          | -          | -                              | -                              | -                              | -        | -        | 21    | 9     |
| 2015-2016             | AD Fundão               | D1                    | 23          | 23          | 1               | -               | 3                 | 2                 | 1          | 2          | -                              | -                              | -                              | -        | -        | 28    | 27    |
| Sous-total            | Sous-total              | Sous-total            | 54          | 41          | 8               | 3               | 3                 | 2                 | 1          | 2          | -                              | -                              | -                              | -        | -        | 66    | 48    |
| 2016-2017             | Sporting CP             | D1                    | 25          | 5           | 4               | -               | 2                 | 1                 | -          | -          | C1                             | 1                              | -                              | -        | -        | 32    | 6     |
| 2017-2018             | Sporting CP             | D1                    | 34          | 10          | 5               | 2               | 3                 | 1                 | 1          | 2          | C1                             | 8                              | 2                              | -        | -        | 51    | 17    |
| 2018-2019             | Sporting CP             | D1                    | 33          | 9           | 5               | 2               | 1                 | -                 | 1          | 2          | C1                             | 8                              | -                              | -        | -        | 48    | 13    |
| 2019-2020             | Sporting CP             | D1                    | 20          | 7           | 5               | 2               | 3                 | 1                 | 1          | -          | C1                             | 6                              | 2                              | -        | -        | 35    | 12    |
| 2020-2021             | Sporting CP             | D1                    | 35          | 19          | -               | -               | 3                 | 2                 | -          | -          | C1                             | 5                              | 3                              | -        | -        | 43    | 24    |
| 2021-2022             | Sporting CP             | D1                    | 23          | 10          | 5               | 3               | 3                 | 3                 | 1          | 1          | C1                             | 2                              | -                              | -        | -        | 34    | 17    |
| 2022-2023             | Sporting CP             | D1                    | 28          | 12          | 5               | 3               | 3                 | 1                 | 1          | -          | C1                             | 5                              | 1                              | -        | -        | 42    | 17    |
| Sous-total            | Sous-total              | Sous-total            | 198         | 72          | 29              | 12              | 18                | 9                 | 5          | 5          | -                              | 35                             | 8                              | -        | -        | 285   | 106   |
| Total sur la carrière | Total sur la carrière   | Total sur la carrière | 270         | 118         | 40              | 15              | 21                | 11                | 7          | 7          | -                              | 42                             | 8                              | 84       | 27       | 464   | 186   |